# Zátouna
Zátouna (grec moderne : Ζάτουνα) est une localité située dans le dème de Gortynie, dans le district régional d'Arcadie, dans la périphérie du Péloponnèse, en Grèce.
Selon le recensement de 2021, elle compte 42 habitants.

## Géographie
Zátouna est un village de montagne, situé à une altitude d'environ 1 000 m à l'ouest de la rivière Lousios (en).

## Toponymie
Selon Max Vasmer le nom serait d'origine slave.

## Démographie
Zátouna fait partie des localités ayant subi un fort exode rural, ne comptant plus que 45 habitants en 2011 alors qu'il en comptait encore 294 en 1961 et 968 en 1889.

## Personnalités liées à la localité
- Stáikos Staïkópoulos (1799-1835), héros de la guerre d'indépendance grecque, y est né.
- L'acteur Mímis Fotópoulos (1913-1986) y est né.
- Míkis Theodorákis y a été envoyé en résidence surveillée en 1968 par la dictature des colonels[5]. Il y a passé 14 mois. Il y a composé ses pièces Arcadia[6].

## Lieux et monumemnts
- Le musée Míkis Theodorákis rappelle le passage du compositeur dans le village.

## Tourisme
- Gorges du Lousios, avec les monastères perchés de Prodromou et Philosophou.
- Le village historique de Dimitsana.